# Ка Мау (покрајина)
Ка Мау (виј. Cà Mau) је једна од 58 покрајина Вијетнама. Налази се у региону Делта Меконга. Заузима површину од 5.331,7 km². Према попису становништва из 2009. у покрајини је живело 1.206.938 становника. Главни град је Ка Мау.